# Ич Оглан
Ич Оглан ("дечак из палате," "унутрашњи дечаци") је био термин који се користио у Османском царству за младе дечаке слуге који су били одведени од хришћанских породица са Балкана и конвертовани у ислам преко девширме система. Они су радили као ендеруни, у унутрашњости палате. Служили су само султану, његовој породици и његовим слугама унутар палате.
Исти термин се користио и за неке чланове јањичара. Неки од њих су били обучавани за администрацију и команду. Често су били албанског порекла.

## Историја
У османској палати запошљавање унутрашњег дечака започело је за време Бајазита, а ова пракса је била везана за ред током владавине султана Мехмеда. Сходно томе, за палату су били резервисани најпаметнији, најјачи, најлепше васпитани и доброћуднији дечаци, који су у групама доведени у државни штаб. Они су били едуковани, учили су турски језик, исламско васпитање, јахање, уметност према њиховим могућностима. Најталентованија деца би била одведена у Топкапи палату, где би били 3 до 7 година, а друга деца су обично давана јањичарима.
Унутрашњи дечаци спавали су у одаји Светилишта. Одељења су се састојала од два низа просторија окружених решеткама. Изнад њих су се налазиле одаје у којима су боравили старији чланови комора. Постојали су прописи о одељењима и они су се пажљиво примењивали.
Од велике собе и мале собе до просторије Хас, наставило се образовање унутрашњих дечака у Једренима. Млади људи који су у првим одељењима учили турски, арапски и персијски језик, у каснијим просторијама читали би дела написана на овим језицима. Коморни официри посветили су велику пажњу услугама образовања и оспособљавања. Унутрашњи дечаци су обављали пет дневних намаза у скупштини иза имама одељења. Сваког четвртка увече, након ноћне молитве, у собама су се молиле вера и држава.
Доста дечака је постало познато по својој уметности. Неки од њих су Накас Хасан-паша, калиграф Хасан-паша, Кавукчу Мустафа -паша, Кеманкеш Кара Мустафа-паша и многи други. 
Када је девширме систем пропао, унутрашњи дечаци су престали да постоје. Као званична година нестанка се води 1833. година.